# Aron Eisenberg

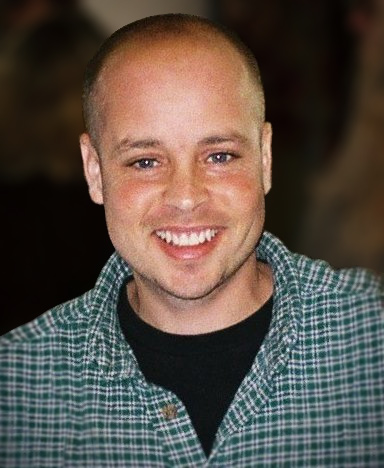
Aron Eisenberg 1998 in Saint Petersburg, Florida

Aron Scott Eisenberg (* 6. Januar 1969 in Los Angeles, Kalifornien; † 21. September 2019) war ein US-amerikanischer Schauspieler und Filmproduzent.

## Leben
Aron Eisenberg litt in seiner Jugend an einer Wachstumsstörung und musste sich im Alter von 14 Jahren einer Nierentransplantation unterziehen. Er führte danach zunächst ein Leben ohne weitere erhebliche Beeinträchtigungen. 2015 hatte er jedoch ein zweites Nierentransplantat erhalten.
Durch seine geringe Körpergröße von 1,52 m wurden ihm vor allem Schauspielrollen als Kind und Jugendlicher angeboten. Unter anderem spielte er in der Fernsehserie Star Trek: Deep Space Nine im Alter von über 20 Jahren den Teenager-Ferengi Nog.
Danach führte er wiederholt mit seinen Deep-Space-Nine-Kollegen Max Grodénchik, Chase Masterson und Cecily Adams den Sketch Ferengi Family Hour bei Star-Trek-Conventions auf. Zudem wirkte er an dem im Jahr 2003 erschienenen Buch The Players of Gilean mit.
Eisenberg starb fünfzigjährig im September 2019.

## Filmografie (Auswahl)

### Filme
- 1989: Beverly Hills Brats
- 1989: The Horrorshow
- 1989: Amityville Horror 4 (Amityville: The Evil Escapes)
- 1990: Playroom
- 1990: Straßen des Schreckens (Streets)
- 1990: Rollerboys (Prayer of the Rollerboys)
- 1991: Puppet Master III – Toulons Rache (Puppet Master III: Toulon’s Revenge)
- 1993: Vergewaltigt – Jung und schuldig (The Liar’s Club)
- 1997: Hilfe, meine Frau ist ein Saurier! (Pterodactyl Woman from Beverly Hills)
- 1998: Geklonte Zukunft (Brave New World, Fernsehfilm)
- 2018: What We Left Behind: Looking Back at Deep Space Nine (Dokumentarfilm)

### Fernsehserien
- 1991: Parker Lewis – Der Coole von der Schule (Parker Lewis Can’t Lose, eine Folge)
- 1991: Geschichten aus der Gruft (Tales from the Crypt, eine Folge)
- 1993–1999: Star Trek: Deep Space Nine (47 Folgen)
- 1994: Was ist los mit Alex Mack? (The Secret World of Alex Mack, zwei Folgen)
- 1995: Star Trek: Raumschiff Voyager (Star Trek: Voyager, eine Folge)
- 2015, 2017: Star Trek: Renegades (Webserie)